# Tetramorium
Tetramorium är ett släkte av myror. Tetramorium ingår i familjen myror.

## Bildgalleri

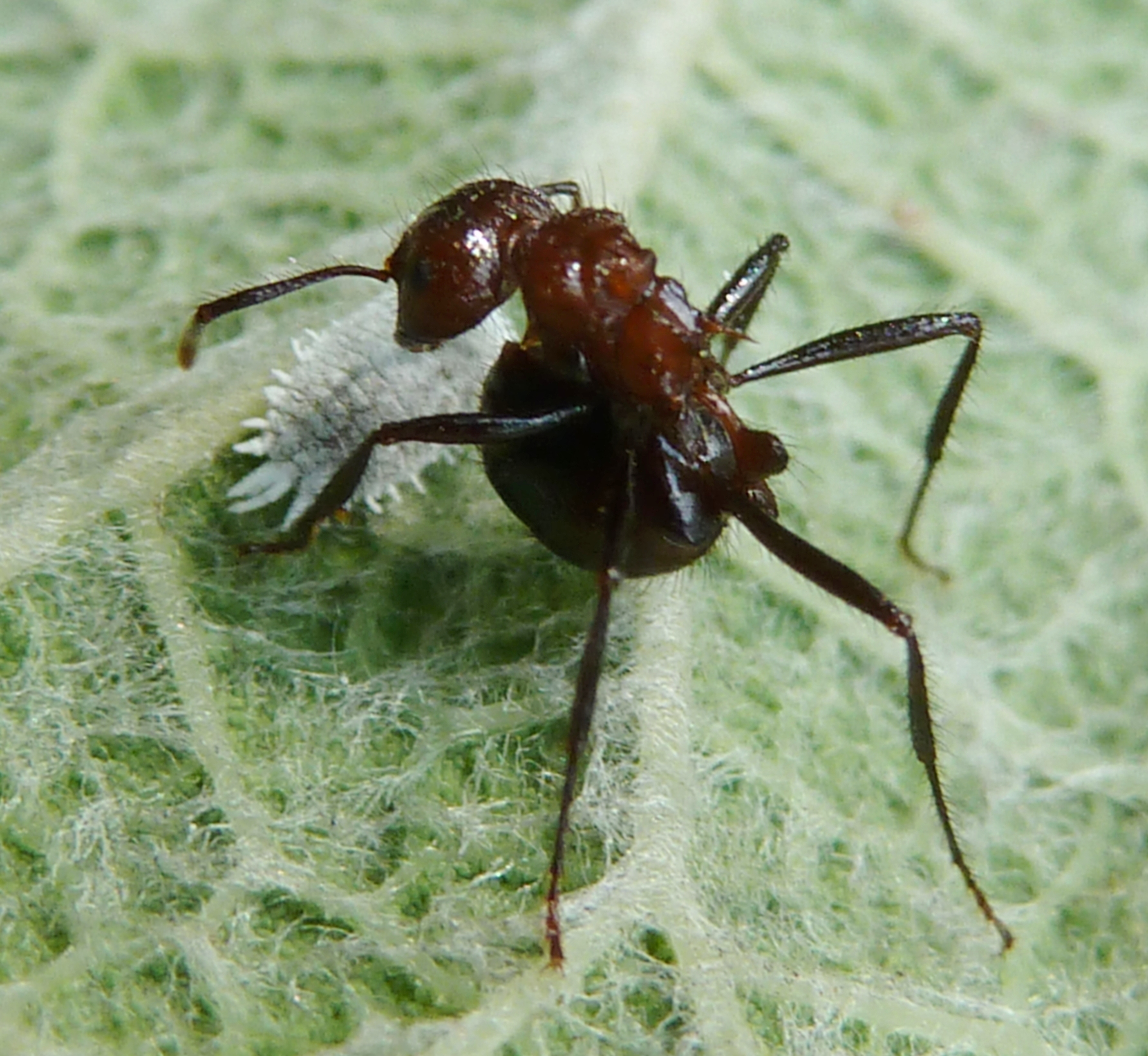

## Dottertaxa tillTetramorium, i alfabetisk ordning[1][2]
- Tetramorium aculeatum
- Tetramorium adelphon
- Tetramorium adpressum
- Tetramorium aegeum
- Tetramorium africanum
- Tetramorium agile
- Tetramorium agnum
- Tetramorium akermani
- Tetramorium altivagans
- Tetramorium amatongae
- Tetramorium amaurum
- Tetramorium amentete
- Tetramorium amissum
- Tetramorium amium
- Tetramorium andrei
- Tetramorium andrynicum
- Tetramorium angulinode
- Tetramorium anodontion
- Tetramorium antennatum
- Tetramorium antipodum
- Tetramorium antrema
- Tetramorium anxium
- Tetramorium aptum
- Tetramorium argenteopilosum
- Tetramorium armatum
- Tetramorium arnoldi
- Tetramorium arzi
- Tetramorium asetyum
- Tetramorium aspersum
- Tetramorium ataxium
- Tetramorium avium
- Tetramorium banyulense
- Tetramorium barbigerum
- Tetramorium barryi
- Tetramorium basum
- Tetramorium baufra
- Tetramorium belgaense
- Tetramorium bellicosum
- Tetramorium bequaerti
- Tetramorium berbiculum
- Tetramorium bessonii
- Tetramorium bevisi
- Tetramorium bicarinatum
- Tetramorium bicolor
- Tetramorium biskrense
- Tetramorium bothae
- Tetramorium brevicorne
- Tetramorium brevidentatum
- Tetramorium brevispinosum
- Tetramorium browni
- Tetramorium bulawayense
- Tetramorium bursakovi
- Tetramorium buthrum
- Tetramorium caespitum
- Tetramorium caldarium
- Tetramorium calidum
- Tetramorium calinum
- Tetramorium camerunense
- Tetramorium candidum
- Tetramorium capense
- Tetramorium capillosum
- Tetramorium capitale
- Tetramorium carinatum
- Tetramorium centum
- Tetramorium chapmani
- Tetramorium chefteki
- Tetramorium chepocha
- Tetramorium chloe
- Tetramorium christiei
- Tetramorium ciliatum
- Tetramorium clunum
- Tetramorium cognatum
- Tetramorium coillum
- Tetramorium coloreum
- Tetramorium concaviceps
- Tetramorium confine
- Tetramorium confusum
- Tetramorium constanciae
- Tetramorium convexum
- Tetramorium coonoorense
- Tetramorium crepum
- Tetramorium cristatum
- Tetramorium crypticum
- Tetramorium cuneinode
- Tetramorium curtulum
- Tetramorium curvispinosum
- Tetramorium cynicum
- Tetramorium davidi
- Tetramorium decamerum
- Tetramorium deceptum
- Tetramorium dedefra
- Tetramorium degener
- Tetramorium delagoense
- Tetramorium densopilosum
- Tetramorium depressiceps
- Tetramorium desertorum
- Tetramorium dichroum
- Tetramorium difficile
- Tetramorium diligens
- Tetramorium diomandei
- Tetramorium distinctum
- Tetramorium do
- Tetramorium dogieli
- Tetramorium dolichosum
- Tetramorium dominum
- Tetramorium doriae
- Tetramorium dumezi
- Tetramorium dysalum
- Tetramorium dysderke
- Tetramorium edouardi
- Tetramorium eleates
- Tetramorium electrum
- Tetramorium elidisum
- Tetramorium elisabethae
- Tetramorium emeryi
- Tetramorium eminii
- Tetramorium erectum
- Tetramorium ericae
- Tetramorium etiolatum
- Tetramorium exasperatum
- Tetramorium fergusoni
- Tetramorium ferox
- Tetramorium feroxoide
- Tetramorium fezzanense
- Tetramorium flabellum
- Tetramorium flagellatum
- Tetramorium flaviceps
- Tetramorium flavipes
- Tetramorium flavithorax
- Tetramorium forte
- Tetramorium frenchi
- Tetramorium frigidum
- Tetramorium fulviceps
- Tetramorium furtivum
- Tetramorium fuscipes
- Tetramorium gabonense
- Tetramorium galoasanum
- Tetramorium gambogecum
- Tetramorium gazense
- Tetramorium gegaimi
- Tetramorium geminatum
- Tetramorium gestroi
- Tetramorium ghindanum
- Tetramorium glabratum
- Tetramorium gladstonei
- Tetramorium goniommoide
- Tetramorium gracile
- Tetramorium grandinode
- Tetramorium granulatum
- Tetramorium grassii
- Tetramorium guineense
- Tetramorium hapale
- Tetramorium hippocrate
- Tetramorium hispidum
- Tetramorium hortorum
- Tetramorium humbloti
- Tetramorium hungaricum
- Tetramorium ibycterum
- Tetramorium ictidum
- Tetramorium imbelle
- Tetramorium impressum
- Tetramorium impurum
- Tetramorium incruentatum
- Tetramorium indicum
- Tetramorium indosinense
- Tetramorium inerme
- Tetramorium inezulae
- Tetramorium infraspinosum
- Tetramorium infraspinum
- Tetramorium inglebyi
- Tetramorium insolens
- Tetramorium intextum
- Tetramorium intonsum
- Tetramorium invictum
- Tetramorium isectum
- Tetramorium isipingense
- Tetramorium jauresi
- Tetramorium jejunum
- Tetramorium jiangxiense
- Tetramorium jizane
- Tetramorium jordani
- Tetramorium juba
- Tetramorium jugatum
- Tetramorium kabulistanicum
- Tetramorium karakalense
- Tetramorium katypum
- Tetramorium kelleri
- Tetramorium kestrum
- Tetramorium kheperra
- Tetramorium khnum
- Tetramorium khyarum
- Tetramorium kisilkumense
- Tetramorium kraepelini
- Tetramorium krynitum
- Tetramorium kydelphon
- Tetramorium laevithorax
- Tetramorium lanuginosum
- Tetramorium laparum
- Tetramorium laticephalum
- Tetramorium latreillei
- Tetramorium legone
- Tetramorium lobulicorne
- Tetramorium longicorne
- Tetramorium longoi
- Tetramorium lucayanum
- Tetramorium lucidulum
- Tetramorium luteipes
- Tetramorium luteolum
- Tetramorium magnificum
- Tetramorium mai
- Tetramorium manni
- Tetramorium marginatum
- Tetramorium matopoense
- Tetramorium maurum
- Tetramorium mayri
- Tetramorium megalops
- Tetramorium melanogyna
- Tetramorium menkaura
- Tetramorium meressei
- Tetramorium meridionale
- Tetramorium meshena
- Tetramorium metactum
- Tetramorium mexicanum
- Tetramorium microgyna
- Tetramorium microps
- Tetramorium minimum
- Tetramorium minusculum
- Tetramorium miserabile
- Tetramorium mixtum
- Tetramorium monardi
- Tetramorium mossamedense
- Tetramorium muralti
- Tetramorium muscorum
- Tetramorium mutatum
- Tetramorium myops
- Tetramorium nacta
- Tetramorium naganum
- Tetramorium nautarum
- Tetramorium navum
- Tetramorium nefassitense
- Tetramorium nigrum
- Tetramorium nipponense
- Tetramorium nitidissimum
- Tetramorium nodiferum
- Tetramorium noratum
- Tetramorium notiale
- Tetramorium nube
- Tetramorium nursei
- Tetramorium obesum
- Tetramorium obtusidens
- Tetramorium occidentale
- Tetramorium ocothrum
- Tetramorium oculatum
- Tetramorium ornatum
- Tetramorium osiris
- Tetramorium pacificum
- Tetramorium palaense
- Tetramorium parasiticum
- Tetramorium parvispinum
- Tetramorium parvum
- Tetramorium pauper
- Tetramorium peringueyi
- Tetramorium perlongum
- Tetramorium persignatum
- Tetramorium petersi
- Tetramorium peutli
- Tetramorium phasias
- Tetramorium pialtum
- Tetramorium pilosum
- Tetramorium pinnipilum
- Tetramorium placidum
- Tetramorium platynode
- Tetramorium pleganon
- Tetramorium plesiarum
- Tetramorium plumosum
- Tetramorium pnyxis
- Tetramorium pogonion
- Tetramorium politum
- Tetramorium postpetiolatum
- Tetramorium poweri
- Tetramorium praetextum
- Tetramorium proximum
- Tetramorium psymanum
- Tetramorium pulchellum
- Tetramorium pulcherrimum
- Tetramorium pullulum
- Tetramorium punctiventre
- Tetramorium punicum
- Tetramorium pusillum
- Tetramorium pylacum
- Tetramorium pyrenaeicum
- Tetramorium quadridentatum
- Tetramorium quadrispinosum
- Tetramorium qualarum
- Tetramorium quasirum
- Tetramorium ranarum
- Tetramorium regulare
- Tetramorium rekhefe
- Tetramorium repentinum
- Tetramorium repletum
- Tetramorium reptana
- Tetramorium reticuligerum
- Tetramorium rhetidum
- Tetramorium rigidum
- Tetramorium rimytyum
- Tetramorium rinatum
- Tetramorium robustior
- Tetramorium rogatum
- Tetramorium rossi
- Tetramorium rothschildi
- Tetramorium rotundatum
- Tetramorium rufescens
- Tetramorium rugigaster
- Tetramorium ruginode
- Tetramorium saginatum
- Tetramorium sahlbergi
- Tetramorium salomo
- Tetramorium salvatum
- Tetramorium scabrosum
- Tetramorium schaufussii
- Tetramorium schmidti
- Tetramorium schneideri
- Tetramorium schoutedeni
- Tetramorium sculptatum
- Tetramorium scytalum
- Tetramorium semilaeve
- Tetramorium semireticulatum
- Tetramorium seneb
- Tetramorium sepositum
- Tetramorium sepultum
- Tetramorium sericeiventre
- Tetramorium sericeum
- Tetramorium setigerum
- Tetramorium setuliferum
- Tetramorium severini
- Tetramorium shensiense
- Tetramorium shilohense
- Tetramorium sigillum
- Tetramorium signatum
- Tetramorium sikorae
- Tetramorium simillimum
- Tetramorium simulator
- Tetramorium sitefrum
- Tetramorium sjostedti
- Tetramorium smithi
- Tetramorium solidum
- Tetramorium somniculosum
- Tetramorium spininode
- Tetramorium spinosum
- Tetramorium splendens
- Tetramorium splendidior
- Tetramorium squaminode
- Tetramorium steinheili
- Tetramorium striativentre
- Tetramorium strictum
- Tetramorium striolatum
- Tetramorium subcoecum
- Tetramorium sudanense
- Tetramorium surrogatum
- Tetramorium syriacum
- Tetramorium tabarum
- Tetramorium talpa
- Tetramorium tanakai
- Tetramorium tantillum
- Tetramorium taueret
- Tetramorium taylori
- Tetramorium tenebrosum
- Tetramorium tenuicrine
- Tetramorium termitobium
- Tetramorium tersum
- Tetramorium thalidum
- Tetramorium thoth
- Tetramorium titus
- Tetramorium tonganum
- Tetramorium tortuosum
- Tetramorium tosii
- Tetramorium traegaordhi
- Tetramorium transversarium
- Tetramorium tricarinatum
- Tetramorium trimeni
- Tetramorium tsushimae
- Tetramorium turcomanicum
- Tetramorium turneri
- Tetramorium tychadion
- Tetramorium tylinum
- Tetramorium typhlops
- Tetramorium ubangense
- Tetramorium umtaliense
- Tetramorium unicum
- Tetramorium urbanii
- Tetramorium wadje
- Tetramorium wagneri
- Tetramorium validiusculum
- Tetramorium walshi
- Tetramorium vandalum
- Tetramorium warreni
- Tetramorium weitzeckeri
- Tetramorium vernicosum
- Tetramorium versiculum
- Tetramorium vertigum
- Tetramorium vexator
- Tetramorium viehmeyeri
- Tetramorium viticola
- Tetramorium vombis
- Tetramorium xanthogaster
- Tetramorium xuthum
- Tetramorium yarthiellum
- Tetramorium yerburyi
- Tetramorium youngi
- Tetramorium zahrae
- Tetramorium zambezium
- Tetramorium zapyrum
- Tetramorium zenatum
- Tetramorium zonacaciae
- Tetramorium zypidum